# Raquel Lúa
Raquel Molinero Porras (Barcelona, 1 de octubre de 1993), conocida con el nombre artístico de Raquel Lúa, es una compositora y cantante española en el ámbito de la canción de autor y de raíz folk.

## Trayectoria artística
En 2015 Raquel Lúa presenta su primer trabajo musical, un EP con seis temas: Raquel Lúa con Yeray Hernández y participa en el proyecto Cabal Musical del Taller de Músics de Barcelona. En junio de 2017 y junto a la guitarrista Amaia Miranda gana el XVIII concurso de cantautores de Horta Guinardó en 2017 y empieza a participar en diversos festivales musicales como el Barnasants o el Mercat de Música Viva de Vic.
En 2018 presenta su disco Ruegos y Demás, con nueve temas propios intimistas y poéticos cercanos a la bossa, el flamenco, el fado o la zamba. En 2020 publica Kairós, un EP autoeditado. En 2022 Lúa publica su cuarto disco, bajo el título Piel, en el que mezcla el folk con sonidos actuales desde su propia mirada artística. Lúa forma parte de la nueva generación de músicos que siguen la tradición de la canción de autor. En enero de 2025 publica su disco Peinar raíces (Ventilador Music).

## Discografía
- 2015: Raquel Lúa con Yeray Hernández
- 2018: Ruegos y Demás
- 2020: Kairós (EP)
- 2022: Piel
- 2025: Peinar raíces

### Colaboraciones
- Amor de la Marenda: Homenatge a Teresa Rebull (2020)
- B.S.O. Baba de Miquel de Jorge Artells (2020)
- Un desert de colors de Amulet (2021)
- El gran ball de Txarango (2021)
- Desorden de despertar de Adam Giles Levy (voz en cuatro temas)[7] (2022)
- La parca con Pedro Pastor (single, 2022)
- Voces, camaradas y acción de Sandra Bautista (2023)
- Muerte en Víznar/Elegía a Federico García Lorca de Otto Wolfski (single, 2023)
- Entrañas de Marcel Barrera (2024)
- La alondra de Río Viré (2024)
- Hache con Rita Payés (single, 2024)
- La niña Chilaca (Antonia) de Luistofoles (single del EP Fracasos felices, 2024)
- Autocura post catarsis de Mireia Zamora (2025). Tema: Te seré sincera.